# Antonio Rúbert de la Iglesia
Antonio Rúbert de la Iglesia est un général espagnol, dirigeant militaire des forces républicaines pendant la guerre civile espagnole.

## Biographie
En août 1936, durant la guerre civile (qui démarre le 18 juillet 1936), il dirige une unité militaire républicaine à Tolède et commence le siège durant  le Siège de l'Alcázar de Tolède.
Le 2 septembre il est nommé au grade de colonel. À Tolède le 14 septembre il est remplacé par le lieutenant-colonel Barcelo. Le 31 décembre 1936 il commande la 45e Brigade mixte à Guadalajara durant l'attaque de Sigüenza.
Durant la bataille de Jarama, le 16 février 1937, la 9e division est formée, commandée par le lieutenant-colonel Arce, avec la 45e Brigade mixte de l'unité principale.
En avril 1937, il commande la 9e division, il y reste jusqu'en février 1938. Le 30 mars il dirige le VII Corps d'armée. Il prend part à la bataille de Serena Sac. En juillet il est remplacé par Manuel Márquez Sanchez de Movellan.